# ليني باركر
ليني باركر (بالفرنسية: Leni Parker)‏ (و. 1966  م) هي ممثلة مسرحية، وممثلة أفلام كندية، ولدت في نيو برونزويك.

## التعليم
تعلمت في جامعة كونكورديا.

## وصلات خارجية
- ليني باركر على موقع IMDb (الإنجليزية)
- ليني باركر على موقع روتن توميتوز (الإنجليزية)
- ليني باركر على موقع ألو سيني (الفرنسية)
- ليني باركر على موقع أول موفي (الإنجليزية)
- ليني باركر على موقع قاعدة بيانات الأفلام السويدية (السويدية)
- ليني باركر على موقع قاعدة بيانات الفيلم (الإنجليزية)
- ليني باركر على موقع كينوبويسك (الروسية)